# Pauni (Maharashtra)
Pauni es una ciudad y  municipio situada en el distrito de Bhandara en el estado de Maharashtra (India). Su población es de 22821 habitantes (2011). Se encuentra a orillas del río Wainganga.

## Demografía
Según el censo de 2011 la población de Pauni era de 22821 habitantes, de los cuales 11514 eran hombres y 11307 eran mujeres. Pauni tiene una tasa media de alfabetización del 86,07%, superior a la media estatal del 82,34%: la alfabetización masculina es del 92,02%, y la alfabetización femenina del 80,04%.